# Sauk County
Sauk County är ett administrativt område i delstaten Wisconsin, USA. År 2010 hade county 61 976 invånare. Den administrativa huvudorten (county seat) är Baraboo.

## Geografi
Enligt United States Census Bureau så har countyt en total area på 2 197 km². 2 169 km² av den arean är land och 28 km² är vatten. 

### Angränsande countyn
- Juneau County - nord
- Adams County - nordost
- Columbia County - öst
- Dane County - sydost
- Iowa County - syd
- Richland County - väst
- Vernon County - nordväst